# Glaphyra tenuitarsis
Glaphyra tenuitarsis är en skalbaggsart som först beskrevs av Holzschuh 1981.  Glaphyra tenuitarsis ingår i släktet Glaphyra och familjen långhorningar. Inga underarter finns listade i Catalogue of Life.